# Francis Kallarakal
Francis Kallarakal (ur. 10 października 1941 w Kottapuram) – indyjski duchowny rzymskokatolicki, w latach 2010-2016 arcybiskup Werapoly.

## Życiorys
Święcenia kapłańskie przyjął 29 czerwca 1968. 3 lipca 1987 został prekonizowany biskupem Kottapuram. Sakrę biskupią otrzymał 1 maja 1999. 20 lutego 2010 został mianowany arcybiskupem Verapoly. 31 października 2016 przeszedł na emeryturę.